# Símbolos de Christoffel
En matemáticas y física, los símbolos de Christoffel, así nombrados por el 
físico Elwin Bruno Christoffel (1829 - 1900), son expresiones en coordenadas espaciales para la conexión de Levi-Civita derivada del tensor métrico. Se utilizan los símbolos de Christoffel siempre que se deban realizar cálculos teóricos que implican geometría, pues permiten efectuar cálculos muy complejos sin confusión. Inversamente, la notación formal (sin índices) para la conexión de Levi-Civita, es elegante y permite que los teoremas sean establecidos de un modo breve, pero son casi inútiles para los cálculos prácticos.

## Preliminares
Las definiciones dadas abajo son válidas para las variedades de Riemann y las variedades seudoriemannianas, tales como las de la relatividad general, con la distinción cuidadosa que debe ser hecha entre los índices superiores e inferiores (índices contra- y covariantes). Las fórmulas valen para cualquier convención de signo, a menos que se establezca explícitamente en forma diferente.

## Definición
Los símbolos de Christoffel se pueden derivar de la anulación de la derivada covariante del tensor métrico gi k:

{\displaystyle D_{l}g_{ik}={\frac {\partial g_{ik}}{\partial x^{l}}}-g_{mk}\Gamma _{il}^{m}-g_{im}\Gamma _{kl}^{m}=0}

Considérese las tres derivadas covariantes de la métrica:
{\displaystyle 0=\nabla _{\mu }g_{\nu \rho }=\partial _{\mu }g_{\nu \rho }-\Gamma _{\mu \nu }^{\lambda }g_{\lambda \rho }-\Gamma _{\mu \rho }^{\lambda }g_{\nu \lambda },}
{\displaystyle 0=\nabla _{\nu }g_{\rho \mu }=\partial _{\nu }g_{\rho \mu }-\Gamma _{\nu \rho }^{\lambda }g_{\lambda \mu }-\Gamma _{\nu \mu }^{\lambda }g_{\rho \lambda },}
{\displaystyle 0=\nabla _{\rho }g_{\mu \nu }=\partial _{\rho }g_{\mu \nu }-\Gamma _{\rho \mu }^{\lambda }g_{\lambda \nu }-\Gamma _{\rho \nu }^{\lambda }g_{\mu \lambda }.}
Si sumamos las primeras dos expresiones y le restamos la tercera, utilizando el hecho de que tanto la métrica como la conexión sean simétricas, obtenemos
{\displaystyle \partial _{\mu }g_{\nu \rho }+\partial _{\nu }g_{\rho \mu }-\partial _{\rho }g_{\mu \nu }-2\Gamma _{\mu \nu }^{\lambda }g_{\lambda \rho }=0,}
o, multiplicando con {\displaystyle g^{\sigma \rho }},
{\displaystyle \Gamma _{\mu \nu }^{\sigma }={\frac {1}{2}}g^{\sigma \lambda }\left(\partial _{\mu }g_{\nu \lambda }+\partial _{\nu }g_{\mu \lambda }-\partial _{\lambda }g_{\mu \nu }\right).}
Recuérdese que aunque los símbolos tienen tres índices en ellos, no son tensores. No se transforman como tensores. En cambio, son los componentes de un objeto en el segundo fibrado tangente, un fibrado "jet". Vea abajo para las propiedades de transformación de los símbolos de Christoffel bajo cambio de la base coordenada.
Observe que la mayoría de los autores eligen definir los símbolos de Christoffel en una base coordenada (es decir, holonómica), que es la convención seguida aquí. En una base no holonómica, los símbolos de la conexión  toman la forma más compleja:

{\displaystyle \omega _{kl}^{i}={\frac {1}{2}}g^{im}\left({\frac {\partial g_{mk}}{\partial x^{l}}}+{\frac {\partial g_{ml}}{\partial x^{k}}}-{\frac {\partial g_{kl}}{\partial x^{m}}}+c_{mkl}+c_{mlk}-c_{klm}\right)}

donde {\displaystyle c_{klm}=g_{mp}{c_{kl}}^{p}} son los coeficientes de conmutación de la base; es decir,

{\displaystyle [e_{k},e_{l}]={c_{kl}}^{m}e_{m}}

donde ek son los vectores de base y [,]  es el corchete de Lie. Un ejemplo de una base no holonómica con coeficientes no triviales de conmutación es la formada por los vectores unitarios estándares en coordenadas esféricas y cilíndricas.
Las expresiones abajo son válidas solamente en una base holonómica, a menos que se establezca en forma diferente.

## Relación con la notación sin índices
Sean X y Y campos vectoriales con los componentes Xi y Yk. Entonces el componente k-ésimo de la derivada covariante de Y con respecto a X viene dada por

{\displaystyle \left(\nabla _{X}Y\right)^{k}=X^{i}D_{i}Y^{k}=X^{i}\left({\frac {\partial Y^{k}}{\partial x^{i}}}+\Gamma _{im}^{k}Y^{m}\right)}.

Algunos libros viejos de física escriben de vez en cuando dx en lugar de X, y lo ponen después de la ecuación, más bien que antes.  Aquí, se utiliza la notación de Einstein, los índices repetidos establecen la adición sobre esos índices y la contracción con el tensor métrico sirve para levantar y para bajar índices:

{\displaystyle \langle X,Y\rangle =g(X,Y)=X^{i}Y_{i}=g_{ik}X^{i}Y^{k}}.

Tenga presente que {\displaystyle g_{ik}\neq g^{ik}} y que {\displaystyle g_{k}^{i}=\delta _{k}^{i}}, la delta de Kronecker.  La convención es que el tensor métrico es el que tiene los índices inferiores;  la forma correcta de obtener  gi k de gi k  es solucionar la ecuación lineal  {\displaystyle g^{ij}g_{jk}=\delta _{k}^{i}}.
La afirmación de que la conexión es libre de torsión , a saber que

{\displaystyle \nabla _{X}Y-\nabla _{Y}X=[X,Y]}

es equivalente a la afirmación de que el símbolo de Christoffel es simétrico en los dos índices inferiores:

{\displaystyle \Gamma _{jk}^{i}=\Gamma _{kj}^{i}}.

El artículo sobre derivada covariante proporciona discusión adicional de la correspondencia entre las notaciones con o sin índices. Contrayendo índices ligados, se consigue

{\displaystyle \Gamma _{ki}^{i}={\frac {1}{2}}g^{im}{\frac {\partial g_{im}}{\partial x_{k}}}={\frac {1}{2g}}{\frac {\partial g}{\partial x_{k}}}={\frac {\partial \log {\sqrt {|g}}}{\partial x_{k}}}}

Donde |g| es el valor absoluto del determinante de tensor métrico gi k. Similarmente,

{\displaystyle g^{kl}\Gamma _{kl}^{i}={\frac {-1}{\sqrt {|g}}}\;{\frac {\partial {\sqrt {|g|}}\,g^{ik}}{\partial x^{k}}}}

La derivada covariante de un vector Vm   es

{\displaystyle D_{l}V^{m}={\frac {\partial V^{m}}{\partial x^{l}}}+\Gamma _{kl}^{m}V^{k}}

La divergencia covariante es

{\displaystyle D_{m}V^{m}={\frac {\partial V^{m}}{\partial x^{m}}}+V^{k}{\frac {\partial \log {\sqrt {|g}}}{\partial x^{k}}}={\frac {1}{\sqrt {|g}}}{\frac {\partial (V^{m}{\sqrt {|g|}})}{\partial x^{m}}}}.

La derivada covariante de un tensor Ai k  es

{\displaystyle D_{l}A^{ik}={\frac {\partial A^{ik}}{\partial x^{l}}}+\Gamma _{ml}^{i}A^{mk}+\Gamma _{ml}^{k}A^{im}}

Si el tensor es antisimétrico, entonces su divergencia se simplifica a

{\displaystyle D_{k}A^{ik}={\frac {1}{\sqrt {|g}}}{\frac {\partial (A^{ik}{\sqrt {|g|}})}{\partial x^{k}}}}.

La derivada contravariante de un campo escalar φ  se llama el gradiente de φ.  Es decir, el gradiente es el diferencial con el índice levantado:

{\displaystyle D^{i}\phi =g^{ik}{\frac {\partial \phi }{\partial x^{k}}}}

El laplaciano de un potencial escalar viene dado por

{\displaystyle \Delta \phi ={\frac {1}{\sqrt {|g}}}{\frac {\partial }{\partial x^{i}}}\left(g^{ik}{\sqrt {|g|}}{\frac {\partial \phi }{\partial x^{k}}}\right)}.

El laplaciano es la divergencia covariante del gradiente, esto es  Δφ = Di Diφ .

## Curvatura de Riemann
El tensor de curvatura de Riemann viene dado en términos de los símbolos de Christoffel y las derivadas de estos por:

{\displaystyle R_{iklm}={\frac {1}{2}}\left({\frac {\partial ^{2}g_{im}}{\partial x^{k}\partial x^{l}}}+{\frac {\partial ^{2}g_{kl}}{\partial x^{i}\partial x^{m}}}-{\frac {\partial ^{2}g_{il}}{\partial x^{k}\partial x^{m}}}-{\frac {\partial ^{2}g_{km}}{\partial x^{i}\partial x^{l}}}\right)+g_{np}\left(\Gamma _{kl}^{n}\Gamma _{im}^{p}-\Gamma _{km}^{n}\Gamma _{il}^{p}\right)}.

Las simetrías del tensor son:

{\displaystyle R_{iklm}=R_{lmik}\,} y {\displaystyle R_{iklm}=-R_{kilm}=-R_{ikml}\,}.

Es decir, es simétrico en el intercambio del primer y último par de índices, y antisimétrico en la permutación de un par.
La suma de la permutación cíclica es

{\displaystyle R_{iklm}+R_{imkl}+R_{ilmk}=0\,}

La identidad de Bianchi es

{\displaystyle D_{m}R_{ikl}^{n}+D_{l}R_{imk}^{n}+D_{k}R_{ilm}^{n}=0}

## Curvatura de Ricci
El tensor de Ricci viene dado por una contracción de índices del tensor de curvatura de Riemann, explícitamente contrayendo índices:

{\displaystyle R_{ik}=g^{lm}R_{limk}\,}

Usando las fórmulas de la sección anterior y aplicando la contracción, se puede ver que el tensor de Ricci viene dado en términos de los símbolos de Christoffel por:

{\displaystyle R_{ik}={\frac {\partial \Gamma _{ik}^{l}}{\partial x^{l}}}-{\frac {\partial \Gamma _{il}^{l}}{\partial x^{k}}}+\Gamma _{ik}^{l}\Gamma _{lm}^{m}-\Gamma _{il}^{m}\Gamma _{km}^{l}}
{\displaystyle R_{ii}={\frac {\left(\partial \Gamma _{ii}^{l}\right)}{\partial x^{l}}}-{\frac {\left(\partial \Gamma _{il}^{l}\right)}{\partial x^{i}}}+\Gamma _{ii}^{l}\Gamma _{lm}^{m}-\Gamma _{il}^{m}\Gamma _{im}^{l}}
{\displaystyle R_{ii}={\frac {\left(\partial \Gamma _{ii}^{l}\right)}{\partial x^{l}}}-{\frac {\left(\partial \Gamma _{il}^{l}\right)}{\partial x^{i}}}+\Gamma _{ii}^{l}\Gamma _{ll}^{l}-\Gamma _{ii}^{i}\Gamma _{ii}^{i}}
{\displaystyle R_{ik}=-\Gamma _{ii}^{k}\Gamma _{kk}^{i}}

Este tensor es simétrico: {\displaystyle R_{ik}=R_{ki}}. Si se realiza una última contracción sobre los dos índices del tensor de Ricci se obtiene  la curvatura escalar que viene dada por:

{\displaystyle R=g^{ik}R_{ik}\,}.

La derivada covariante de la curvatura escalar se sigue de la identidad de Bianchi:

{\displaystyle D_{l}R_{m}^{l}={\frac {1}{2}}{\frac {\partial R}{\partial x^{m}}}}.

## Tensor de Weyl
El tensor de Weyl viene dado por

{\displaystyle C_{iklm}=R_{iklm}+{\frac {1}{2}}\left(-R_{il}g_{km}+R_{im}g_{kl}+R_{kl}g_{im}-R_{km}g_{il}\right)+{\frac {1}{6}}R\left(g_{il}g_{km}-g_{im}g_{kl}\right)}

## Cambio de variable
Bajo cambio de variable de  {\displaystyle (x^{1},...,x^{n})} a {\displaystyle (y^{1},...,y^{n})}, los vectores se transforman como
{\displaystyle {\frac {\partial }{\partial y^{i}}}={\frac {\partial x^{k}}{\partial y^{i}}}{\frac {\partial }{\partial x^{k}}}}
y por tanto
{\displaystyle {\overline {\Gamma _{ij}^{k}}}={\frac {\partial x^{p}}{\partial y^{i}}}\,{\frac {\partial x^{q}}{\partial y^{j}}}\,\Gamma _{pq}^{r}\,{\frac {\partial y^{k}}{\partial x^{r}}}+{\frac {\partial y^{k}}{\partial x^{r}}}\,{\frac {\partial ^{2}x^{r}}{\partial y^{i}\partial y^{j}}}}

donde el sobrelineado denota los símbolos de Christoffel en el marco de las coordenadas {\displaystyle (y^{1},...,y^{n})}.

## Símbolos de Christoffel bajo Transformaciones Generales de Coordenadas (TGC's)
Los símbolos de Christoffel no transforman como tensores bajo transformaciones generales de coordenadas (TGC's). No obstante, la variación de los símbolos de Christoffel sí que son tensores (δΓ).
| Demostración |
| {\displaystyle {\begin{aligned}{\bar {\Gamma }}_{\ jk}^{i}&={\dfrac {1}{2}}{\bar {g}}^{il}\left({\dfrac {\partial {\bar {g}}_{jl}}{\partial {\bar {x}}^{k}}}+{\dfrac {\partial {\bar {g}}_{lk}}{\partial {\bar {x}}^{j}}}-{\dfrac {\partial {\bar {g}}_{kj}}{\partial {\bar {x}}^{l}}}\right)\end{aligned}}}(1) Desarrollamos el primer miembro de la ecuación y después solo cambiamos índices adecuadamente para obtener el segundo y tercer término {\displaystyle {\begin{aligned}{\dfrac {\partial {\bar {g}}_{jl}}{\partial {\bar {x}}^{k}}}&={\dfrac {\partial }{\partial {\bar {x}}^{k}}}\left({\dfrac {\partial x^{s}}{\partial {\bar {x}}^{j}}}{\dfrac {\partial x^{t}}{\partial {\bar {x}}^{l}}}g_{st}\right)\\&={\dfrac {\partial }{\partial {\bar {x}}^{k}}}\left({\dfrac {\partial x^{s}}{\partial {\bar {x}}^{j}}}{\dfrac {\partial x^{t}}{\partial {\bar {x}}^{l}}}\right)g_{st}+{\dfrac {\partial x^{s}}{\partial {\bar {x}}^{j}}}{\dfrac {\partial x^{t}}{\partial {\bar {x}}^{l}}}{\dfrac {\partial g_{st}}{\partial {\bar {x}}^{k}}}\\&={\dfrac {\partial }{\partial {\bar {x}}^{k}}}\left({\dfrac {\partial x^{s}}{\partial {\bar {x}}^{j}}}\right){\dfrac {\partial x^{t}}{\partial {\bar {x}}^{l}}}g_{st}+{\dfrac {\partial x^{s}}{\partial {\bar {x}}^{j}}}{\dfrac {\partial }{\partial {\bar {x}}^{k}}}\left({\dfrac {\partial x^{t}}{\partial {\bar {x}}^{l}}}\right)g_{st}+{\dfrac {\partial x^{s}}{\partial {\bar {x}}^{j}}}{\dfrac {\partial x^{t}}{\partial {\bar {x}}^{l}}}{\dfrac {\partial x^{r}}{\partial {\bar {x}}^{k}}}{\dfrac {\partial g_{st}}{\partial x^{r}}}\\&={\dfrac {\partial ^{2}x^{s}}{\partial {\bar {x}}^{k}\partial {\bar {x}}^{j}}}{\dfrac {\partial x^{t}}{\partial {\bar {x}}^{l}}}g_{st}+{\dfrac {\partial x^{s}}{\partial {\bar {x}}^{j}}}{\dfrac {\partial ^{2}x^{t}}{\partial {\bar {x}}^{k}\partial {\bar {x}}^{l}}}g_{st}+{\dfrac {\partial x^{s}}{\partial {\bar {x}}^{j}}}{\dfrac {\partial x^{t}}{\partial {\bar {x}}^{l}}}{\dfrac {\partial x^{r}}{\partial {\bar {x}}^{k}}}{\dfrac {\partial g_{st}}{\partial x^{r}}}\end{aligned}}} |